# Sharon Stouder
Sharon Stouder (Altadena, 9 novembre 1948 – 23 giugno 2013) è stata una nuotatrice statunitense.
Aveva solo 15 anni quando vinse tre medaglie d'oro e una d'argento alle Olimpiadi di Tokyo nel 1964.
È stata una stileliberista e farfallista veloce. È inoltre stata la seconda donna nella storia, dopo l'australiana Dawn Fraser nel 1962, a scendere sotto la barriera del minuto nei 100m sl: 59"9 nella finale di Tokyo dove vinse l'argento proprio dietro alla Fraser.
Nel 1964, oltre a stabilire il primato del mondo sui 100m farfalla nella finale olimpica di Tokyo (1'04"7), abbassò due volte il limite mondiale dei 200m farfalla.
Nel 1972 stata introdotta nella International Swimming Hall of Fame.